# Depolimerizzazione
In chimica con il termine depolimerizzazione si indica il processo inverso della polimerizzazione, cioè la decomposizione di polimeri in molecole aventi basso peso molecolare.

## Depolimerizzazione termica
La depolimerizzazione termica (in inglese thermal depolymerization, abbreviato TDP) è un particolare processo di depolimerizzazione mediante pirolisi atto a ridurre complessi materiali organici (da prodotti di scarto di vario genere, spesso materie plastiche o altre biomasse) per produrre petrolio greggio.
Negli anni recenti sono state costruite alcune macchine per convertire la plastica in petrolio. In Giappone nel 2010 è stata costruita dalla Blest Company Ltd la Be-h, nota anche come Blest machine, capace di convertire 1 chilogrammo di plastica in un litro di benzina, con un uso di energia elettrica pari al costo di 1 euro.